# Acht van Chaam
De Acht van Chaam is een jaarlijks terugkerende wielerronde in de Noord-Brabantse plaats Chaam. Het is het oudste nog bestaande "Natourcriterium" ter wereld en Nederlands oudste internationale wielerwedstrijd. Binnen Nederland is alleen het Nederlands kampioenschap wielrennen op de weg ouder.
De dinsdagavond voorafgaand aan de Acht van Chaam vindt traditiegetrouw een groot openluchtfeest plaats op en rond de Dorpsstraat, de 'Nacht van Chaam' genoemd.
Tijdens de Acht zelf is er elk jaar een artiestenplein.

## Geschiedenis
Al in 1890 werd in Chaam de eerste wielerwedstrijd georganiseerd. Dit in de vorm van een driewielerwedstrijd. 
In 1898 werd in Chaam de wielerclub 'Steeds Voorwaarts' opgericht. Deze club organiseerde jaarlijks een wedstrijd voor tweewielers, over een parcours tussen Ulvenhout en Baarle-Nassau. De club kreeg steeds vaker met onverwachtse problemen te maken, zoals plotseling opengebroken wegen en gesloten spoorbomen. Toen de burgemeester van een van de gemeentes op de route niet langer toestond dat de wielrenners met blote benen door zijn gemeente fietsten, werd besloten tot een criterium dat binnen de Chaamse gemeentegrenzen verreden werd. De eerste koers werd op dinsdag 30 mei 1933 gehouden. Het parcours kreeg de vorm van een 8, waarop de naam Acht van Chaam gebaseerd is.
De eerste Acht van Chaam trok meteen al 25.000 toeschouwers.
Tijdens de Tweede Wereldoorlog werd de organisatie van de Acht moeilijk. In 1940 mocht er onder toeziend oog van de Duitse bezetter nog gewoon gekoerst worden maar de andere oorlogsjaren werd dit verboden. Ook in 1946 kon er geen Acht gerealiseerd worden, toen omdat er niet genoeg geld was door de naweeën van de oorlogsjaren.
In 1947 werd het Comité Acht van Chaam opgericht. Deze nam de organisatie over van wielerclub 'Steeds Voorwaarts'. Vanaf deze periode haalde het Comité Acht van Chaam vele grote Tourvedetten en wereldkampioenen naar de start. Voor zover is de Acht elk jaar verreden met uitzondering van de coronapandemie die in 2020 en 2021 het evenement in de weg stond.
Het absolute hoogtepunt was in 1968 toen naar schatting 100.000 mensen naar Chaam waren gekomen om de eerste Nederlandse Tourwinnaar Jan Janssen de Acht te zien winnen. Rini Wagtmans wist Janssen echter te lossen en won.

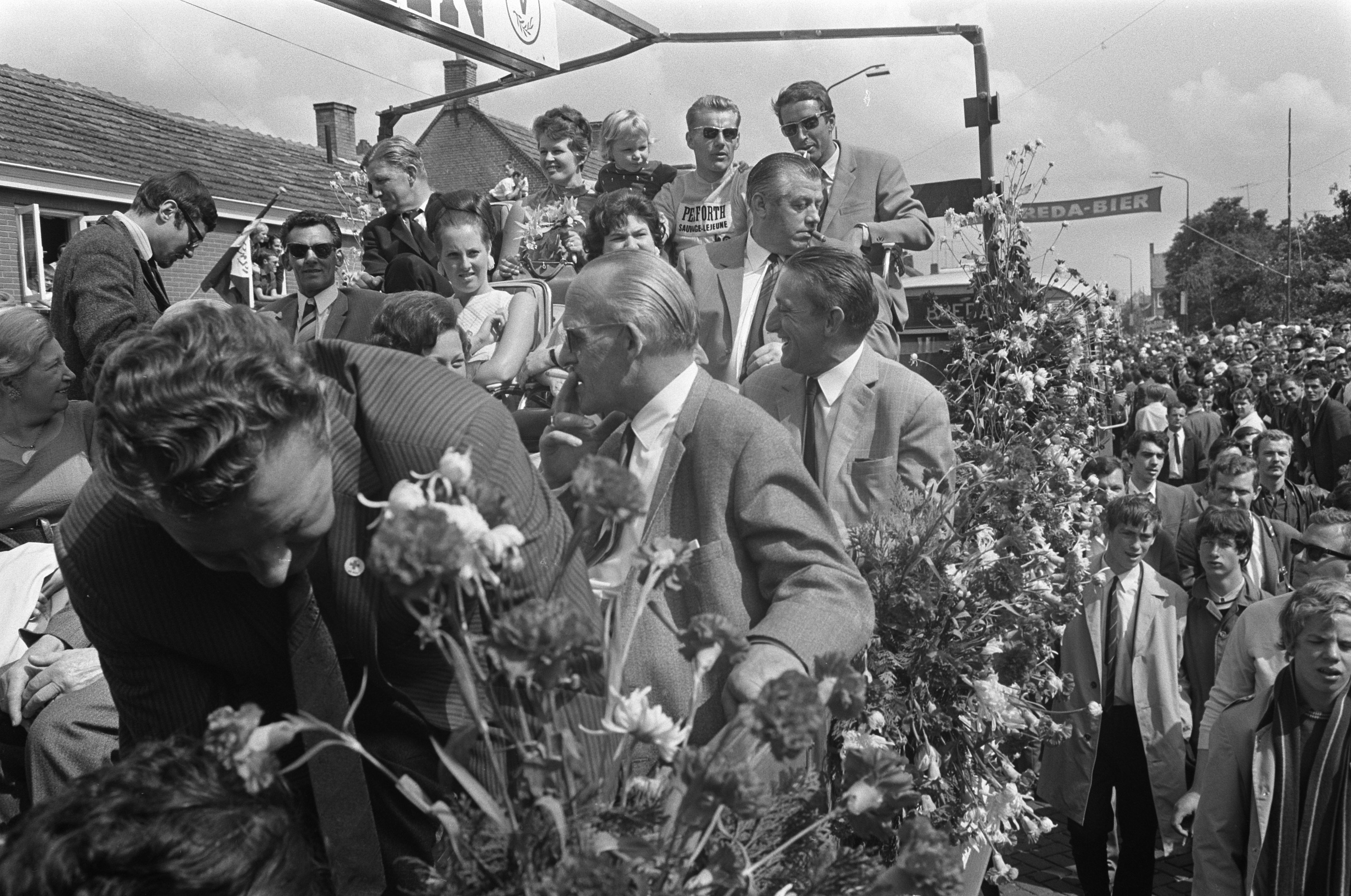
Huldiging van tour winnaar Jan Janssen op een praalwagen voorafgaand aan de Acht van 1968

Na Jan Janssen werden er nog een aantal gele truien naar Chaam gehaald maar ze kwamen nooit verder dan een tweede plaats. Hier kwam pas verandering in toen bij de 79e editie in 2017 viervoudig Tourwinnaar Chris Froome als eerste over de streep kwam. Twee jaar later won Tourwinnaar Egan Bernal ook in de gele trui.
In de periode 1994-1997 werd de Acht van Chaam als UCI-ploegenwedstrijd verreden; sinds 1998 is het weer een 'gewoon' criterium. Hierover meer onder het kopje Parcours.
Wegens de ouderdom, naammerksbekendheid (de naam is nooit veranderd) en de unieke regionale cultuur werd de Acht van Chaam in 2014 als eerste en tot nu toe enige wielercriterium toegevoegd aan de Inventaris Immaterieel Cultureel Erfgoed Nederland om het voortbestaan ervan veilig te stellen.

## Parcours
Het parcours is een van de redenen dat de Acht van Chaam een succes is en grote bekendheid heeft verworven.

### Parcours (1933-1993)
Het eerste parcours werd uitgetekend over een lengte van 11 kilometer met het doel zo veel mogelijk cafés te passeren omdat de kasteleins financieel bijdroegen aan de organisatie. Hierdoor ontstonden twee lussen en een unieke dubbele passage in de Dorpsstraat. Daar passeerden de coureurs elkaar vaak, waardoor de Acht van Chaam een beetje leek op een tenniswedstrijd. Deze passage was dan ook een grote trekpleister in deze jaren. Na een paar jaar werd het parcours 8 kilometer maar zonder grote veranderingen in de vorm.

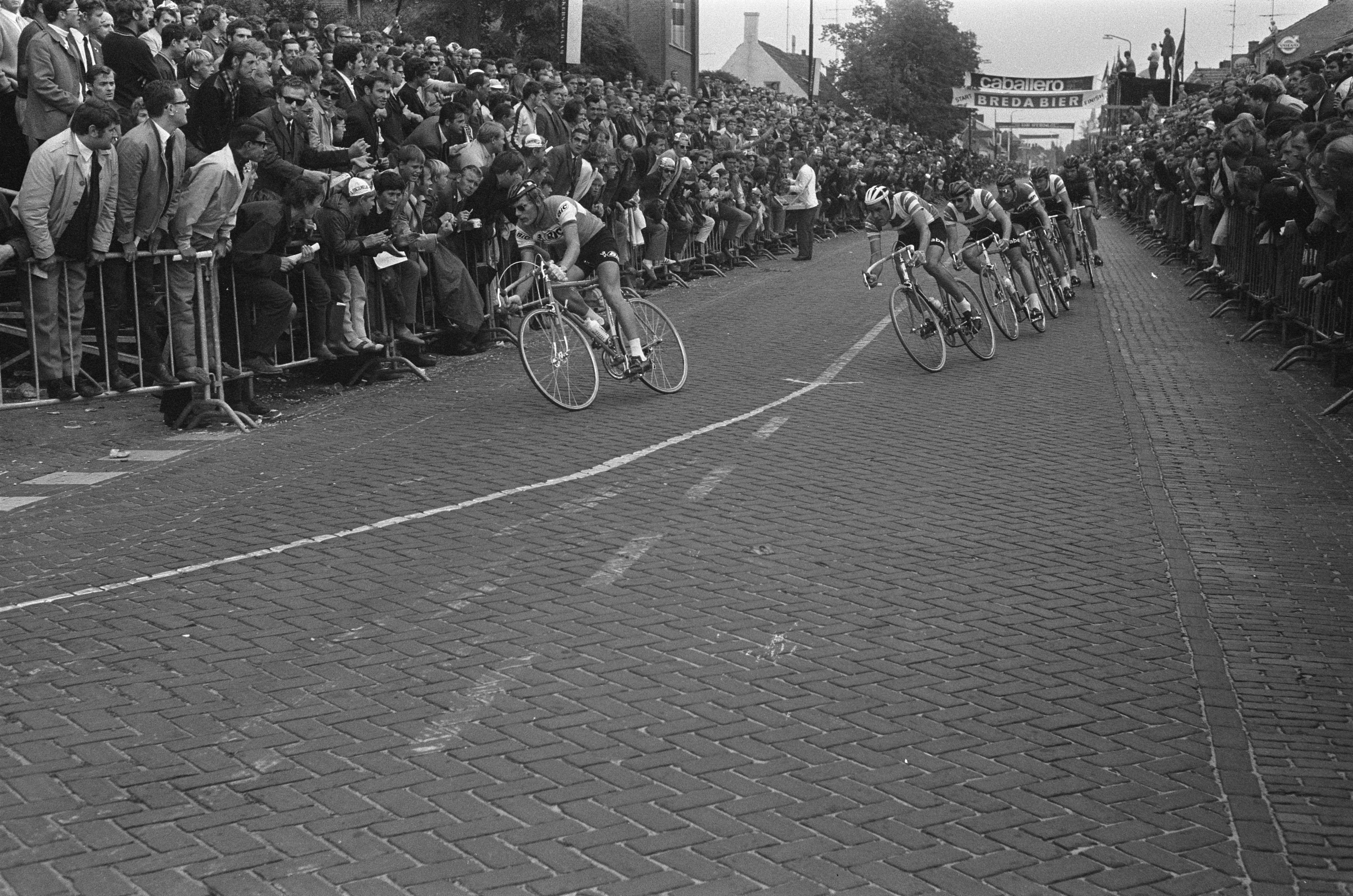
Peloton draait vanaf de Dorpsstraat de noordlus in om later van achter de fotograaf vandaan de Dorpsstraat opnieuw te passeren.

### Parcours (1994-1997)
In deze periode werd de Acht verreden als een internationale UCI-wedstrijd voor ploegen. Daarvoor breidde men de lengte van het parcours uit naar 9 kilometer waarbij de dubbele passage in de Dorpsstraat en de bekende achtvorm kwamen te vervallen.

### Parcours (1998-2009)
In 1998 werd door het comité Acht van Chaam geconstateerd dat de gok van UCI-wedstrijd met minder bekende wielrenners geen succes was. De toenmalige organisatie greep de gelegenheid aan om het parcours publieksvriendelijker te maken door het in te krimpen tot vier kilometer.

### Parcours (2010-2022)
In 2010 werd tot vreugde van velen de achtvorm hersteld. Dit door de oorspronkelijke zuidlus te herstellen en een kleinere noordlus toe te voegen. Hierdoor is een parcours ontstaan wat achtvormig is, waarbij de twee lussen vlak langs elkaar gaan bij het denkbeeldige kruispunt en in elkaar overlopen. Hierdoor lijkt dit circuit in feiten meer op een 8 dan het eerste parcours. Alleen bevat dit parcours geen dubbele passage in het centrum van Chaam.

### Parcours (2023-heden)
In 2023 werd besloten tot een nieuw achtvormig parcours. Uitsluitend in het centrum van Chaam en over een lengte van 2,6 kilometer. Dit zodat het evenement wat compacter is en de renners vaker langskomen.

## Uitslagen mannen

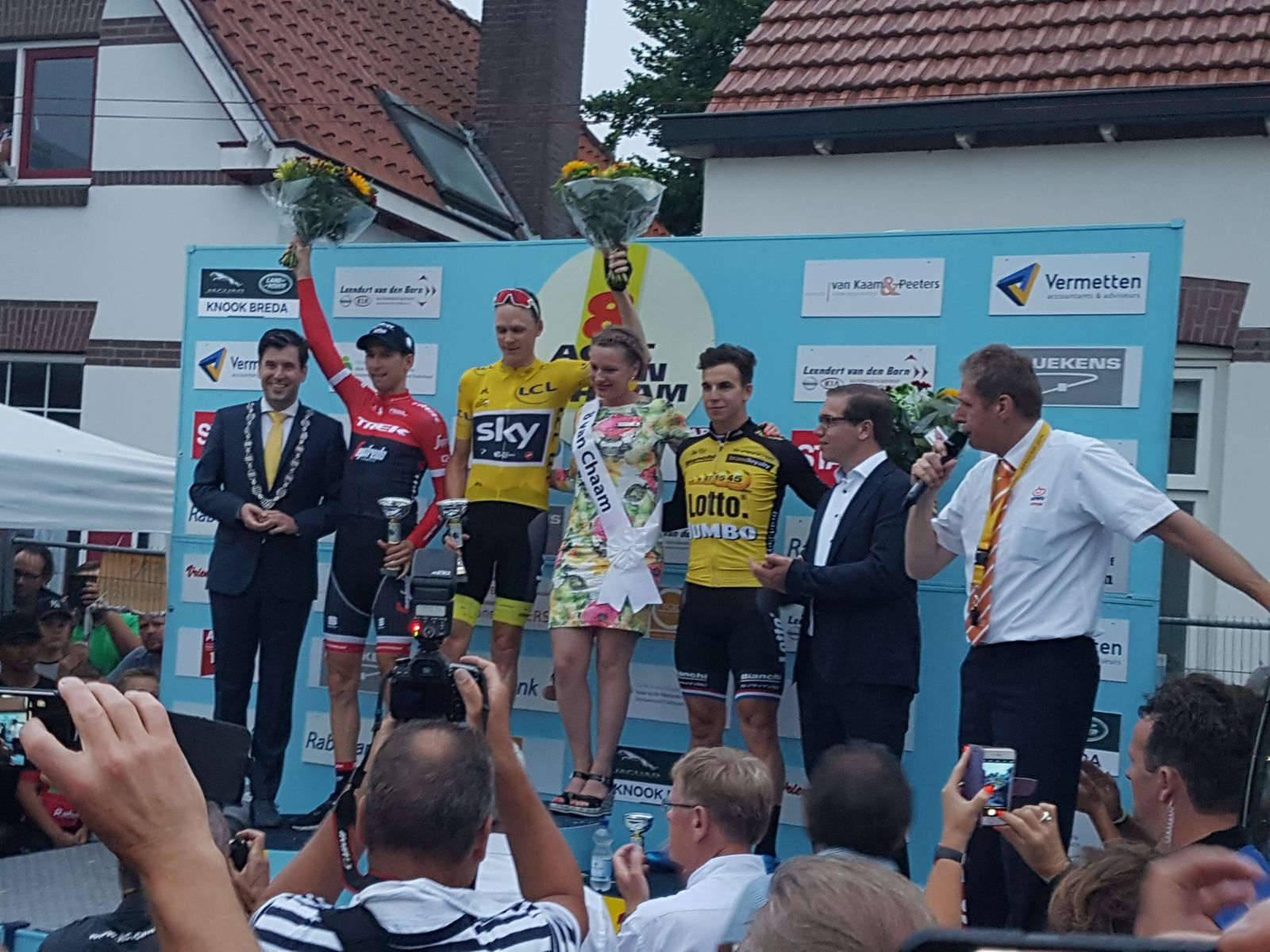
Viervoudig tourwinnaar Chris Froome wint als eerste gele trui de Acht, 2017

| jaar             | editie                                                                                | winnaar                                                                               | tweede                                                                                | derde                                                                                 |
| ---------------- | ------------------------------------------------------------------------------------- | ------------------------------------------------------------------------------------- | ------------------------------------------------------------------------------------- | ------------------------------------------------------------------------------------- |
| 2025 (Criterium) | 85                                                                                    | Jonathan Milan (2)                                                                    | Tim Merlier (2)                                                                       | Danny van Poppel                                                                      |
| 2024 (Criterium) | 84                                                                                    | Mark Cavendish (1)                                                                    | Biniam Girmay (3)                                                                     | Olav Kooij                                                                            |
| 2023 (Criterium) | 83                                                                                    | Mathieu van der Poel (MSR & PR)                                                       | Wout Poels (1)                                                                        | Jasper Philipsen (4)                                                                  |
| 2022 (Criterium) | 82                                                                                    | Fabio Jakobsen (1)                                                                    | Mathieu van der Poel (RVV)                                                            | Dylan van Baarle (PR)                                                                 |
| 2020-2021        | Geen editie in verband met de coronapandemie.                                         | Geen editie in verband met de coronapandemie.                                         | Geen editie in verband met de coronapandemie.                                         | Geen editie in verband met de coronapandemie.                                         |
| 2019 (Criterium) | 81                                                                                    | Egan Bernal                                                                           | Steven Kruijswijk                                                                     | Dylan Groenewegen (1)                                                                 |
| 2018 (Criterium) | 80                                                                                    | Tom Dumoulin (1)                                                                      | Steven Kruijswijk                                                                     | Mathieu van der Poel                                                                  |
| 2017 (Criterium) | 79                                                                                    | Chris Froome                                                                          | Bauke Mollema (1)                                                                     | Dylan Groenewegen (1)                                                                 |
| 2016 (Criterium) | 78                                                                                    | Stef Clement                                                                          | Bauke Mollema                                                                         | Danny van Poppel                                                                      |
| 2015 (Criterium) | 77                                                                                    | Robert Gesink                                                                         | Daniel Teklehaimanot                                                                  | Stef Clement                                                                          |
| 2014 (Criterium) | 76                                                                                    | Niki Terpstra (PR)                                                                    | Lars Boom (1)                                                                         | Tom Veelers                                                                           |
| 2013 (Criterium) | 75                                                                                    | Marcel Kittel (4)                                                                     | Danny van Poppel                                                                      | Boy van Poppel                                                                        |
| 2012 (Criterium) | 74                                                                                    | Bauke Mollema                                                                         | Tom Veelers                                                                           | Haimar Zubeldia                                                                       |
| 2011 (Criterium) | 73                                                                                    | Johnny Hoogerland                                                                     | Fränk Schleck                                                                         | Niki Terpstra                                                                         |
| 2010 (Criterium) | 72                                                                                    | Niki Terpstra                                                                         | Robert Gesink                                                                         | Servais Knaven                                                                        |
| 2009 (Criterium) | 71                                                                                    | Laurens ten Dam                                                                       | Andy Schleck (LBL)                                                                    | Steven de Jongh                                                                       |
| 2008 (Criterium) | 70                                                                                    | Óscar Freire (1)                                                                      | Robbie McEwen                                                                         | Lars Boom                                                                             |
| 2007 (Criterium) | 69                                                                                    | Koos Moerenhout                                                                       | Mauricio Soler (1)                                                                    | Bram Tankink                                                                          |
| 2006 (Criterium) | 68                                                                                    | Michael Boogerd                                                                       | Stef Clement                                                                          | Steven de Jongh                                                                       |
| 2005 (Criterium) | 67                                                                                    | Tom Boonen (2) (RVV)                                                                  | Léon van Bon                                                                          | Servais Knaven                                                                        |
| 2004 (Criterium) | 66                                                                                    | Ivan Basso (1)                                                                        | Max van Heeswijk                                                                      | Thor Hushovd (1)                                                                      |
| 2003 (Criterium) | 65                                                                                    | Servais Knaven (1)                                                                    | Aleksandr Vinokoerov (1)                                                              | Alessandro Petacchi (4)                                                               |
| 2002 (Criterium) | 64                                                                                    | Erik Dekker                                                                           | Servais Knaven                                                                        | Rudi Kemna                                                                            |
| 2001 (Criterium) | 63                                                                                    | Servais Knaven (PR)                                                                   | Jans Koerts                                                                           | Jan Ullrich                                                                           |
| 2000 (Criterium) | 62                                                                                    | Marco Pantani (2)                                                                     | Léon van Bon                                                                          | Jans Koerts                                                                           |
| 1999 (Criterium) | 61                                                                                    | Michael Boogerd                                                                       | George Hincapie                                                                       | Servais Knaven                                                                        |
| 1998 (Criterium) | 60                                                                                    | Jeroen Blijlevens (1)                                                                 | Robbie McEwen                                                                         | Léon van Bon (1)                                                                      |
| 1997 (UCI 1.4)   | 59                                                                                    | Adrie van der Poel                                                                    | Servais Knaven                                                                        | Erik Dekker                                                                           |
| 1996 (UCI 1.4)   | 58                                                                                    | Mike Weissmann                                                                        | Johan Capiot                                                                          | Erik Dekker (1)                                                                       |
| 1995 (UCI 1.5)   | 57                                                                                    | George Hincapie                                                                       | Thomas Fleischer                                                                      | Servais Knaven                                                                        |
| 1994 (UCI 1.5)   | 56                                                                                    | Serhij Oesjakov                                                                       | Hendrik Redant                                                                        | Jos van Aert                                                                          |
| 1993 (Criterium) | 55                                                                                    | Eddy Bouwmans                                                                         | Zenon Jaskuła (1)                                                                     | Gert Jakobs                                                                           |
| 1992 (Criterium) | 54                                                                                    | Jean-Paul van Poppel (1)                                                              | Jelle Nijdam                                                                          | Jan Siemons                                                                           |
| 1991 (Criterium) | 53                                                                                    | Gert-Jan Theunisse                                                                    | Jean-Paul van Poppel (1)                                                              | Jelle Nijdam (1)                                                                      |
| 1990 (Criterium) | 52                                                                                    | Gerrit Solleveld (1)                                                                  | Jean-Paul van Poppel                                                                  | Steven Rooks                                                                          |
| 1989 (Criterium) | 51                                                                                    | Jelle Nijdam (2)                                                                      | Jean-Paul van Poppel                                                                  | Sean Kelly                                                                            |
| 1988 (Criterium) | 50                                                                                    | Steven Rooks (1)                                                                      | Pedro Delgado (1)                                                                     | Gerrit Solleveld                                                                      |
| 1987 (Criterium) | 49                                                                                    | Erik Breukink (1)                                                                     | Stephen Roche (1)                                                                     | Pedro Delgado (1)                                                                     |
| 1986 (Criterium) | 48                                                                                    | Adrie van der Poel (RVV)                                                              | Johan van der Velde (1)                                                               | Steven Rooks                                                                          |
| 1985 (Criterium) | 47                                                                                    | Eddy Planckaert                                                                       | Adrie van der Poel                                                                    | Jan van Houwelingen                                                                   |
| 1984 (Criterium) | 46                                                                                    | Jacques Hanegraaf                                                                     | Gerard Veldscholten                                                                   | Leo van Vliet                                                                         |
| 1983 (Criterium) | 45                                                                                    | Henk Lubberding (1)                                                                   | Frits Pirard                                                                          | Jan Raas (1) (RVV)                                                                    |
| 1982 (Criterium) | 44                                                                                    | Johan van der Velde                                                                   | Peter Winnen                                                                          | Jan Raas                                                                              |
| 1981 (Criterium) | 43                                                                                    | Roy Schuiten                                                                          | Johan van der Velde (2)                                                               | Adri van Houwelingen                                                                  |
| 1980 (Criterium) | 42                                                                                    | Jan Raas (3)                                                                          | Leo van Vliet                                                                         | Piet van Katwijk                                                                      |
| 1979 (Criterium) | 41                                                                                    | Gerrie Knetemann (2)                                                                  | Jan Raas (1) (RVV)                                                                    | Hennie Kuiper                                                                         |
| 1978 (Criterium) | 40                                                                                    | Gerrie Knetemann (2)                                                                  | Jan Raas (3)                                                                          | Theo Smit                                                                             |
| 1977 (Criterium) | 39                                                                                    | Didi Thurau (5)                                                                       | Rik Van Linden                                                                        | Wilfried Wesemael                                                                     |
| 1976 (Criterium) | 38                                                                                    | Aad van den Hoek                                                                      | Ronny De Witte                                                                        | Hennie Kuiper (1)                                                                     |
| 1975 (Criterium) | 37                                                                                    | Tino Tabak                                                                            | Joop Zoetemelk (1)                                                                    | Patrick Sercu                                                                         |
| 1974 (Criterium) | 36                                                                                    | Piet van Katwijk                                                                      | André Huzebosch                                                                       | Jos Schipper                                                                          |
| 1973 (Criterium) | 35                                                                                    | Joop Zoetemelk (2)                                                                    | Gerben Karstens                                                                       | Jan Harings                                                                           |
| 1972 (Criterium) | 34                                                                                    | Tino Tabak                                                                            | Mario Polansky                                                                        | Jos van der Vleuten                                                                   |
| 1971 (Criterium) | 33                                                                                    | Rini Wagtmans (1)                                                                     | Gustaaf Van Roosbroeck                                                                | Ger Harings                                                                           |
| 1970 (Criterium) | 32                                                                                    | Jan Krekels                                                                           | Harry Stevens                                                                         | Leen Poortvliet                                                                       |
| 1969 (Criterium) | 31                                                                                    | Jan van Katwijk                                                                       | Gerben Karstens                                                                       | Jan Harings                                                                           |
| 1968 (Criterium) | 30                                                                                    | Rini Wagtmans                                                                         | Jan Janssen (2)                                                                       | Cees Zoontjens                                                                        |
| 1967 (Criterium) | 29                                                                                    | Jo de Roo                                                                             | Gerard Vianen                                                                         | John Brouwer                                                                          |
| 1966 (Criterium) | 28                                                                                    | Gerben Karstens (2)                                                                   | Jos Verachtert                                                                        | Rik Luyten                                                                            |
| 1965 (Criterium) | 27                                                                                    | Cees Lute                                                                             | Gerben Karstens (1)                                                                   | Peter Post                                                                            |
| 1964 (Criterium) | 26                                                                                    | Jo de Roo (1) (RVL)                                                                   | Jan Boonen                                                                            | Jaap Kersten                                                                          |
| 1963 (Criterium) | 25                                                                                    | Jo de Roo                                                                             | John van Tongerlo                                                                     | Wim van Est                                                                           |
| 1962 (Criterium) | 24                                                                                    | Willy Vannitsen (2)                                                                   | Rik Luyten                                                                            | Joop van der Putten                                                                   |
| 1961 (Criterium) | 23                                                                                    | Rik Luyten                                                                            | Joseph Groussard                                                                      | Piet Damen                                                                            |
| 1960 (Criterium) | 22                                                                                    | Rik Van Steenbergen                                                                   | Ab van Egmond                                                                         | Piet Damen                                                                            |
| 1959 (Criterium) | 21                                                                                    | Joop van der Putten                                                                   | Leo van der Pluym                                                                     | Bram Kool                                                                             |
| 1958 (Criterium) | 20                                                                                    | Rik Van Steenbergen                                                                   | Wim van Est                                                                           | Leo Proost                                                                            |
| 1957 (Criterium) | 19                                                                                    | Frans Mahn                                                                            | Léo van den Brand                                                                     | Bram van de Sluys                                                                     |
| 1956 (Criterium) | 18                                                                                    | Rik Van Steenbergen                                                                   | Gerrit Schulte                                                                        | Gerrit Voorting                                                                       |
| 1955 (Criterium) | 17                                                                                    | Wim van Est (1)                                                                       | Jan Konings                                                                           | Gijs Pauw                                                                             |
| 1954 (Criterium) | 16                                                                                    | Gerrit Voorting                                                                       | Wim van Est (1)                                                                       | Marcel Janssens                                                                       |
| 1953 (Criterium) | 15                                                                                    | Wim van Est (1) (RVV)                                                                 | Gerrit Voorting (1)                                                                   | Adri Voorting                                                                         |
| 1952 (Criterium) | 14                                                                                    | Wout Wagtmans                                                                         | Gerrit Voorting                                                                       | Piet van As                                                                           |
| 1951 (Criterium) | 13                                                                                    | Karel Leysen                                                                          | Henk Faanhof                                                                          | René Mertens                                                                          |
| 1950 (Criterium) | 12                                                                                    | Wout Wagtmans                                                                         | Gérard van Beek                                                                       | Gerrit Voorting                                                                       |
| 1949 (Criterium) | 11                                                                                    | John Braspennincx                                                                     | Joop Savelberg                                                                        | Piet van As                                                                           |
| 1948 (Criterium) | 10                                                                                    | André de Korver                                                                       | Theo Hopstaken                                                                        | Cees Joosen                                                                           |
| 1947 (Criterium) | 9                                                                                     | Cees Joosen                                                                           | Piet van As                                                                           | Leo Motké                                                                             |
| 1945-1946        | Geen editie in verband met de financiële nasleep van de Tweede Wereldoorlog.          | Geen editie in verband met de financiële nasleep van de Tweede Wereldoorlog.          | Geen editie in verband met de financiële nasleep van de Tweede Wereldoorlog.          | Geen editie in verband met de financiële nasleep van de Tweede Wereldoorlog.          |
| 1941-1944        | Geen editie in verband met verbod door de Duitse bezetters in de Tweede Wereldoorlog. | Geen editie in verband met verbod door de Duitse bezetters in de Tweede Wereldoorlog. | Geen editie in verband met verbod door de Duitse bezetters in de Tweede Wereldoorlog. | Geen editie in verband met verbod door de Duitse bezetters in de Tweede Wereldoorlog. |
| 1940             | 8                                                                                     | Cor de Groot                                                                          | Kees Valentijn                                                                        | Frans Pauwels                                                                         |
| 1939             | 7                                                                                     | Gerrit Schulte (1)                                                                    | John Braspennincx                                                                     | Janus Hellemons                                                                       |
| 1938             | 6                                                                                     | Karel Kaers                                                                           | Gerrit Schulte                                                                        | Theo Middelkamp                                                                       |
| 1937             | 5                                                                                     | Gerrit van de Ruit                                                                    | Theo Middelkamp (1)                                                                   | Frans Slaats                                                                          |
| 1936             | 4                                                                                     | Karel Kaers                                                                           | Karel Vaessen                                                                         | Alfons Korthout                                                                       |
| 1935             | 3                                                                                     | Karel Kaers                                                                           | Kees Pellenaars                                                                       | Frans Dictus                                                                          |
| 1934             | 2                                                                                     | Frans Dictus                                                                          | Ward Vissers                                                                          | Kamiel Michielsen                                                                     |
| 1933             | 1                                                                                     | Thijs van Oers                                                                        | Gerard Haesendonck                                                                    | Frans Dictus                                                                          |

De weergegeven prestaties van de wielrenners gelden voor de periode voorafgaand aan de Acht van dat jaar, en gaan terug tot na de Acht van het jaar er voor. Dit is weergegeven omdat deze geleverde prestaties vaak het publiek naar de Acht van Chaam lokken. Voor 1949 werd de Acht van Chaam in mei verreden.
- Er zijn hier truien weergeven die de renners het hele jaar door droegen als beloning van een eerdere overwinning (regenboog truien, Europese truien en nationale truien).
- Er zijn hier truien weergegeven die in de voorafgaande Tour waren gewonnen en werden gedragen met als doel het publiek te amuseren (gele trui, groene trui enz.). Ook zijn hier, met medailles, de tweede en derde plaats uit de Tour weergegeven en is tussen haakjes het aantal gewonnen Touretappes per renner weergegeven.
- Winst in de monumenten voorafgaand aan de Acht is hier weergegeven met de afkortingen: (MSR)= Milaan-San Remo, (RVV)= de Ronde van Vlaanderen, (PR)=Parijs-Roubaix, (LBL)= Luik-Bastenaken-Luik en (RVL)= de Ronde van Lombardije.

### Meervoudige winnaars
| Overwinningen | Renner              | Land               | Jaren              |
| ------------- | ------------------- | ------------------ | ------------------ |
| 3             | Karel Kaers         | Vlag van België    | 1935 + 1936 + 1938 |
| 3             | Rik Van Steenbergen | Vlag van België    | 1956 + 1958 + 1960 |
| 3             | Jo de Roo           | Vlag van Nederland | 1963 + 1964 + 1967 |
| 2             | Wout Wagtmans       | Vlag van Nederland | 1950 + 1952        |
| 2             | Wim van Est         | Vlag van Nederland | 1953 + 1955        |
| 2             | Rini Wagtmans       | Vlag van Nederland | 1968 + 1971        |
| 2             | Tino Tabak          | Vlag van Nederland | 1972 + 1975        |
| 2             | Gerrie Knetemann    | Vlag van Nederland | 1978 + 1979        |
| 2             | Adrie van der Poel  | Vlag van Nederland | 1986 + 1997        |
| 2             | Michael Boogerd     | Vlag van Nederland | 1999 + 2006        |
| 2             | Servais Knaven      | Vlag van Nederland | 2001 + 2003        |
| 2             | Niki Terpstra       | Vlag van Nederland | 2010 + 2014        |

### Overwinningen per land
| Overwinningen | Land                                           |
| ------------- | ---------------------------------------------- |
| 61            | Nederland                                      |
| 12            | België                                         |
| 3             | Duitsland en Italië                            |
| 2             | Verenigd Koninkrijk                            |
| 1             | Oekraïne, Verenigde Staten, Spanje en Colombia |

### Grote namen die deelnamen maar nooit in de top 3 finishten
Hieronder een lijst met wielrenners die deelnamen als wereldkampioen, nationaal kampioen, tourwinnaar, winnaar van de bolletjestrui, winnaar van de puntentrui of winnaar van de jongerentrui zonder dat ze top 3 finishten in de Acht van Chaam.
- Lucien Van Impe
- Claude Criquielion
- Vittorio Adorni
- Raymond Poulidor
- Jacques Anquetil
- Rudi Altig
- Harm Ottenbros
- Hugo Koblet
- Gastone Nencini
- Felice Gimondi
- Franco Bitossi
- Bernard Thévenet
- Luis Ocaña
- Dietrich Thurau
- Joaquim Agostinho
- Francesco Moser
- Giuseppe Saronni
- Gianni Bugno
- Greg LeMond
- Claudio Chiappucci
- Lance Armstrong
- Fabian Cancellara

Eddy Merckx (België) kon nooit deelnemen omdat er op dezelfde dag ook een criterium in zijn geboorteplaats werd gehouden, en van de Belgische wet mag een wielrenner maar aan één wedstrijd per dag deelnemen. Wel loste hij in 1972 het startschot bij de profs.

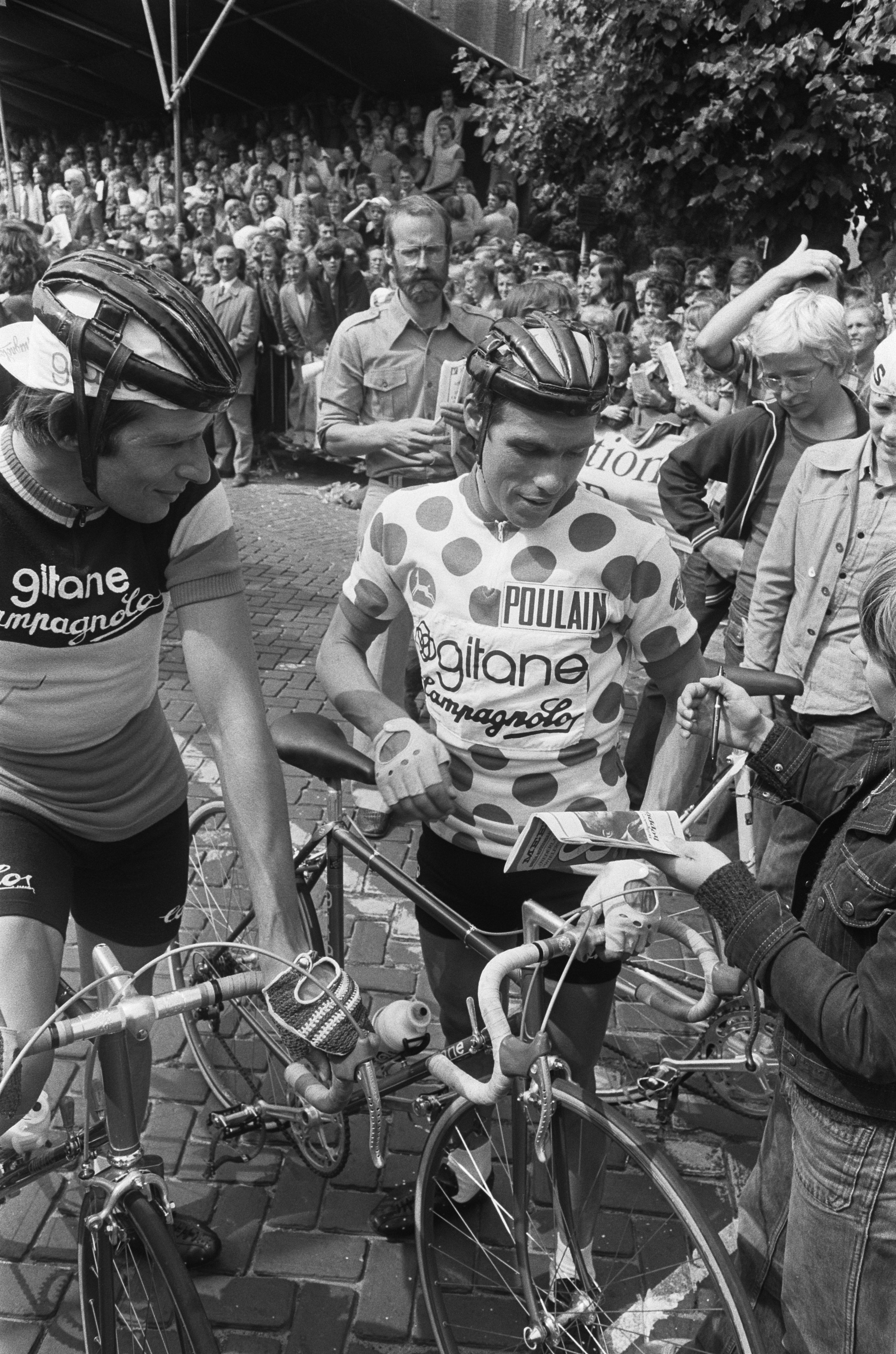
Lucien van Impe omringd door fans; de Acht van Chaam 1975

## Acht van Chaam voor vrouwen
Elk jaar wordt tijdens de Acht van Chaam ook een versie voor vrouwen georganiseerd.

### Uitslagen
| jaar      | editie                                        | winnaar                                       | tweede                                        | derde                                         |
| --------- | --------------------------------------------- | --------------------------------------------- | --------------------------------------------- | --------------------------------------------- |
| 2025      | 26                                            | Femke Markus                                  | Nina Kessler                                  | Elisa Serné                                   |
| 2024      | 25                                            | Sabrina Stultiens                             | Lonneke Uneken                                | Manon Bakker                                  |
| 2023      | 24                                            | Femke Beuling                                 | Femke de Vries                                | Eva Buurman                                   |
| 2022      | 23                                            | Nina Kessler                                  | Anneke Dijkstra                               | Susanne Meistrok                              |
| 2020-2021 | Geen editie in verband met de coronapandemie. | Geen editie in verband met de coronapandemie. | Geen editie in verband met de coronapandemie. | Geen editie in verband met de coronapandemie. |
| 2019      | 22                                            | Marianne Vos                                  | Annemiek van Vleuten                          | Floortje Mackaij                              |
| 2018      | 21                                            | Marianne Vos                                  | Lauretta Hanson                               | Natalie van Gogh                              |
| 2017      | 20                                            | Marianne Vos                                  | Anna van der Breggen                          | Nina Kessler                                  |
| 2016      | 19                                            | Marianne Vos                                  | Anna van der Breggen                          | Thalita de Jong                               |
| 2015      | 18                                            | Thalita de Jong                               | Hanka Kupfernagel                             | Vera Koedooder                                |
| 2014      | 17                                            | Marianne Vos                                  | Vera Koedooder                                | Thalita de Jong                               |
| 2013      | 16                                            | Thalita de Jong                               | Amy Pieters                                   | Loes Gunnewijk                                |
| 2012      | 15                                            | Nina Kessler                                  | Esra Tromp                                    | Rebecca Talen                                 |
| 2011      | 14                                            | Marianne Vos                                  | Vera Koedooder                                | Sarah Düster                                  |
| 2010      | 13                                            | Chantal Blaak                                 | Hanka Kupfernagel                             | Loes Gunnewijk                                |
| 2009      | 12                                            | Marianne Vos                                  | Nikki Harris                                  | Arenda Grimberg                               |
| 2008      | 11                                            | Vera Koedooder                                | Jaccolien Wallaard                            | Lizzie Armitstead                             |
| 2007      | 10                                            | Marianne Vos                                  | Ellen van Dijk                                | Regina Bruins                                 |
| 2006      | 9                                             | Suzanne de Goede                              | Sandra Rombouts                               | Marianne Vos                                  |
| 2005      | 8                                             | Marianne Vos                                  | Ellen van Dijk                                | Yvonne Leezer                                 |
| 2004      | 7                                             | Leontien Zijlaard-van Moorsel                 | Arenda Grimberg                               | Daphny van den Brand                          |
| 2003      | 6                                             | Vera Koedooder                                | Ghita Beltman                                 | Elsbeth van Rooy-Vink                         |
| 2002      | 5                                             | Leontien Zijlaard-van Moorsel                 | Madeleine Lindberg                            | Sandra Rombouts                               |
| 2001      | 4                                             | Leontien Zijlaard-van Moorsel                 | Andrea Bosman                                 | Sandra Rombouts                               |
| 1999-2000 | Geen editie.                                  | Geen editie.                                  | Geen editie.                                  | Geen editie.                                  |
| 1998      | 3                                             | Debby Mansveld                                | Nicole Vermast                                | Arenda Grimberg                               |
| 1997      | 2                                             | Leontien Zijlaard-van Moorsel                 | Hester-Marie Kroes                            | Nicole Vermast                                |
| 1993-1996 | Geen editie.                                  | Geen editie.                                  | Geen editie.                                  | Geen editie.                                  |
| 1992      | 1                                             | Monique Knol                                  | Margaretha Groen                              | Anette Artmann                                |

### Meervoudige winnaars
| Overwinningen | Renner                        | Land               | Jaren                                                        |
| ------------- | ----------------------------- | ------------------ | ------------------------------------------------------------ |
| 9             | Marianne Vos                  | Vlag van Nederland | 2005 + 2007 + 2009 + 2011 + 2014 + 2016 + 2017 + 2018 + 2019 |
| 4             | Leontien Zijlaard-van Moorsel | Vlag van Nederland | 1997 + 2001 + 2002 + 2004                                    |
| 2             | Vera Koedooder                | Vlag van Nederland | 2003 + 2008                                                  |
| 2             | Thalita de Jong               | Vlag van Nederland | 2013 + 2015                                                  |
| 2             | Nina Kessler                  | Vlag van Nederland | 2012 + 2022                                                  |

## Overige categorieën
Buiten de profmannen en elite vrouwen koers worden er op de wedstrijddag ook wedstrijden voor andere categorieën georganiseerd. Hier onder een overzicht van deze wedstrijden:
- Elite/beloften mannen (UCI)
- Amateur/sportklasse (UCI)
- Junioren jongens (UCI)
- Nieuwelingen jongens (UCI)
- Nieuwelingen meisjes/junior vrouwen (UCI)
- Funklasse met Open Chaams kampioenschap.
- Mini Acht van Chaam (UCI) 'wordt vereden tijdens koningsdag' met jeugd categorieën groepen 1 t/m 7.
- Dikke banden race 'voorafgaand aan de Mini Acht van Chaam op koningsdag'

## NK's en WK's

### NK's
Hoewel volgens sommige bronnen in 1933 het Nederlands kampioenschap wielrennen op de weg in Chaam werd georganiseerd, was dit niet het geval. Beide koersen hadden wel dezelfde winnaar, Thijs van Oers.
In 1960 was de Acht van Chaam de tweede van de totaal drie wedstrijden waar punten te verdienen waren voor de Nederlandse kampioenstricot.
En in 2013 kreeg de Acht van Chaam ter ere van de 75e editie de NK's voor de categorieën van Nieuwelingen t/m Elite/Beloften mannen toegewezen.

### WK militairen
In 2008 kreeg de Acht van Chaam het Wereldkampioenschap wielrennen voor militairen toegewezen ter ere van de 70e editie. Dit werd verreden in de vorm van een ploegentijdrit en een wegwedstrijd. Ditzelfde WK militairen is in 2018 op dezelfde manier gehouden ter ere van de 80e editie.

## Standbeeld en museum

### Standbeeld
Op de hoek van de Gilzeweg en Dorpsstraat staat De Wielrenner (1983), een bronzen beeld van Ruud Ringers. De wielrenner symboliseert Thijs van Oers als winnaar van de eerste Acht van Chaam. Op de sokkel staat informatie over de Acht en alle winnaars van de profwedstrijden.

### Acht van Chaam Museum
In café Het Chaamsche Wapen aan de Dorpsstraat is een zaaltje met daarin het museum van de Acht van Chaam. In dit museum bevinden zich foto's van alle winnaars, verschillende affiches en overige bijzondere dingen die met de Acht van Chaam te maken hebben.